# 塔莫拉 (密西西比州)
塔莫拉（英語：Tamola）是位於美國密西西比州肯珀縣的非建制地區。

## 歷史
塔莫拉的郵局於1903年設立，其後於1924年停運。

## 地理
塔莫拉所處的海拔為高於海平面70米（即230英呎），而該地所採用的時區為UTC-6，即北美中部時區（CST）。同時該地設有夏令時間，為UTC-6調快一小時，即UTC-5（CDT）。